# Vexitomina
Vexitomina é um gênero de gastrópodes pertencente a família Horaiclavidae.

## Espécies
- Vexitomina coriorudis (Hedley, 1922)[2]
- Vexitomina coxi (Angas, 1867)[3]
- Vexitomina metcalfei (Angas, 1867)[4]
- Vexitomina radulaeformis (Weinkauff & Kobelt, 1876)[5]
- Vexitomina regia (Reeve, 1842)[6]
- Vexitomina sinensis Ma, 1989[7]
- Vexitomina suavis (Smith E. A., 1888)[8]
- Vexitomina torquata Laseron, 1954[9]

Espécies trazidas para a sinonímia
- Vexitomina chinensis Ma, 1989: sinônimo de Paradrillia patruelis (E. A. Smith, 1875)
- Vexitomina garrardi Laseron, 1954:[10] sinônimo de Vexitomina coxi (Angas, 1867)
- Vexitomina optabilis (Murdock & Suter, 1906):[11] sinônimo de Awateria optabilis (R. Murdoch & Suter, 1906)
- Vexitomina pilazona Laseron, 1954:[12] sinônimo de Vexitomina torquata Laseron, 1954